# Lagaropsylla leleupi
Lagaropsylla leleupi är en loppart som beskrevs av Smit 1957. Lagaropsylla leleupi ingår i släktet Lagaropsylla och familjen fladdermusloppor. Inga underarter finns listade i Catalogue of Life.